# 우붓
우붓(Ubud)은 인도네시아 발리주의 도시로 기안야르군에 속해있다. 산기슭의 계단식 논과 가파른 계곡 사이에 위치해있다. 발리의 예술과 문화의 중심지로 발리 관광의 주요 목적지 중 하나다. 덴파사르 광역권의 북부에 위치해있다.
우붓은 42.38km2의 면적에 74,800명(2020년 인구 조사 기준)의 인구를 가진 지역이다. 우붓의 중심 지역은 인구 11,971명, 면적 6.76km2으로, 매년 300만 명 이상의 외국인 관광객을 받는다. 마을을 둘러싼 지역은 농장, 논, 혼농임업 농장, 관광 숙박 시설 등으로 구성되어 있다. 2018년 기준으로 남쪽으로 덴파사르보다 우붓을 방문한 관광객이 더 많았다.

## 역사

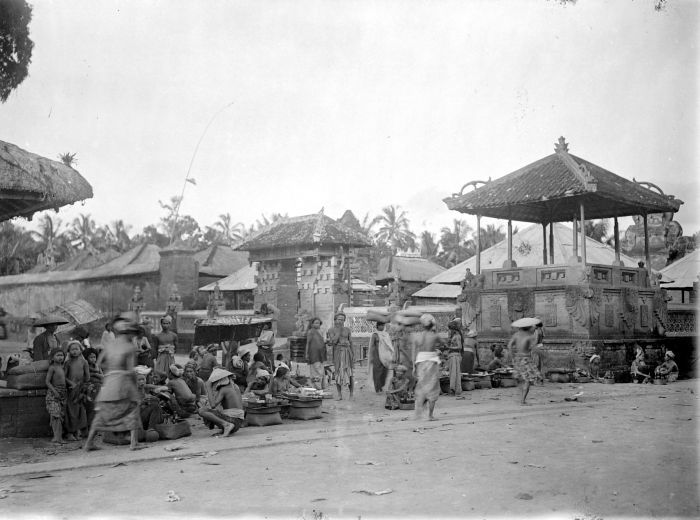
1912년경 우붓의 시장 풍경

8세기의 전설에 따르면 자와인의 사제인 리 마르칸디야는 캄푸한의 우붓 지역에서 두 강이 합류하는 지점(힌두인들에게 상서로운 장소)에서 명상을 했다고 한다. 이곳에서 그는 계곡 바닥에 순례지로 남아있는 구웅 르바 사원을 세웠다.
이 마을은 원래 약초와 식물의 공급원으로서 중요한 곳이었다. 우붓은 약을 뜻하는 발리어인 우바드에서 유래했다.
19세기 말에 우붓은 한때 발리의 남부 국가들 중 가장 강력했던 기안야르의 왕에게 충성을 다한 봉건 영주들의 소재지가 되었다. 영주들은 숙의 발리 크샤트리야 카스트의 일원이었으며, 마을의 점점 더 유명해지는 예술 현장의 중요한 지지자였다.
스페인계 미국인 예술가 안토니오 블랑코는 1952년부터 1999년 사망할 때까지 우붓에서 살았다. 1960년대 네덜란드 화가 아리 스미트의 등장과 젊은 예술가 운동의 전개 이후 새로운 창작 에너지의 폭발이 일어났다. 1960년대 후반부터 발리 관광 붐은 그 마을에서 많은 발전을 보여왔다.
2002년에는 발리에서 일어난 폭탄 테러로 인해 우붓을 포함한 발리 전역에서 관광이 감소했다. 이에 부응하여 발리섬의 주요 경제 생명선인 관광을 되살리는데 도움이 되는 작가 축제인 우붓 작가와 독자 축제를 만들었다.

## 시가
주요 거리는 잘란 라야 우붓(Jalan Raya Ubudd)으로, 잘란 라야는 주요 도로라는 뜻이다. 잘란 라야 우붓은 마을 중심을 동서로 관통한다. 잘란 몽키 포레스트(Jalan Monkey Forest)와 잘란 하노만(Jalan Hanoman)이라는 두 개의 긴 도로가 잘란 라야 우붓에서 남쪽으로 뻗어 있다.

## 건물
뿌리사렌 아궁(Puri Saren Agung)은 몽키 포레스트(Monkey Forest)와 라야 우붓(Raya Ubud) 도로의 교차점에 위치한 큰 궁전이다. 우붓의 마지막 통치 군주인 조코르다 게데 아궁 수카와티(Tjokorda Gede Agung Sukawati, 1910-1978)의 거주지는 왕실이 여전히 소유하고 있다. 마당에서는 춤 공연과 의식이 열린다. 이 궁전은 1930년대에 문을 연 우붓의 첫 번째 호텔 중 하나이기도 했다.
주요 사원인 푸라 데사 우붓, 푸라 타만 사라스와티, 죽음의 사원인 푸라 달렘 아궁 파당테갈과 같은 힌두교 사원이 존재한다. 구눙 카위 사원은 왕릉이 있던 곳이다. 코끼리 동굴로도 알려진 고아 가자는 베둘루 마을 근처 우붓 외곽의 가파른 계곡에 위치해 있다.
페쟁 근처에 있는 페쟁의 달은 기원전 300년경에 만들어진 세계에서 가장 큰 단일 주조 청동 주전자 드럼이다. 현지 문화에 관심이 많은 관광객들에게 인기 있는 여행지이다.

## 운송
발리에서 관광객들에게 인기 있는 다른 도시들처럼 우붓 내에서 픽업을 위해 미터기 택시나 승차 공유 서비스를 주문하는 것은 허용되지 않는다. 대신 택시와 가격은 지역 택시 조합원과 협상해야 한다. 이 보호무역주의 제도는 운전자가 현지 지역 출신임을 보장하고 다른 곳에서 이용할 수 있는 요금의 최대 10배까지 인상되도록 한다.

## 경제
우붓의 경제는 쇼핑, 리조트, 박물관, 요가, 동물원을 중심으로 하는 관광에 크게 의존하고 있다. 우붓의 소매업은 지속 가능한 경제에 초점이 맞춰져 있다, 발리에서 성장한 많은 브랜드들이 환경에 많은 폐기물을 발생시키지 않는 재료를 선호하고 있다. 가정 및 생활 편의 시설부터 열대 의류 브랜드에 이르기까지 우붓은 전 세계 관광객들에게 매력적인 것으로 입증된 매우 독특한 소매 제품군을 보유하고 있다.
최근 우붓을 또 다른 인기 관광지로 끌어올린 사업 중 하나가 우붓 푸드 페스티벌(UFF)이다. 매년 4월에 일주일 이내에 열리는 이 축제는 우붓에 있는 동료 식당가들과 식당들이 모여 다른 달에는 이용할 수 없을 수도 있는 특별한 메뉴나 특별한 프로모션을 만든다.
우붓 지역은 발리 남부의 관광지와 달리 현지인들의 밀집도가 낮다. 그러나 2017년에는 3,842,663명의 관광객이 기안야르 지역에 방문해 현지인보다 더 많은 수의 관광객이 방문했다. 우붓 몽키 포레스트를 방문한 관광객만 130만 명에 달한다.

## 문화
마을과 지역에는 블랑코 르네상스 박물관, 푸리 루키산 박물관, 네카 미술관, 아궁 라이 미술관 등과 같은 일부 미술관이 있다. 펠리아탄에 있는 루다나 미술관이 근처에 위치한다. 우붓에는 현지 공예품과 해외 공예품을 홍보하는 갤러리도 많다. 일부는 국내 예술가와 현지 예술가 모두의 대화를 자극하는 데 초점을 맞추고, 예술품 판매에는 덜 초점을 맞춘 전시회를 여는 경우가 많다. 미술 애호가이자 패션 디자이너인 수잔나 페리니(Susanna Perini)가 설립한 BIASA ArtSpace가 그 대표적인 예 중 하나이다.
테크톡(Tek Tok)은 신체 움직임과 다른 소리들의 다양한 조합과 함께 음악적인 입소리 '테크톡'이 동반되는 발리 전통 춤이다. 드라우파디 파르와가 테크톡 춤에서 말하는 이야기는 인내, 희생, 연민, 헌신, 그리고 성스러운 성실의 가치를 구현하는 여성이 무시되면, 재난과 재앙이 왕국이나 국가에 닥칠 것이라는 도덕적인 메시지를 말한다. 이 이야기는 또한 진실, 미덕, 헌신, 그리고 진정한 연민이 항상 신에 의해 보호될 것이라는 메시지를 전달한다. 테크톡 춤 공연은 우붓에 있는 발리 문화 센터에서 매주 4번으로 정기적으로 열린다. 우붓 작가와 독자들이 참여하는 UWRF(Ubud Writers and Readers Festival)가 매년 열린다.
해외 여행을 처음으로 떠난 펠리아탄 댄스 그룹의 르공을 포함해 많은 발리 댄스가 우붓 주변에서 공연된다.

## 기후
| 우붓의 기후              | 우붓의 기후 | 우붓의 기후 | 우붓의 기후 | 우붓의 기후 | 우붓의 기후 | 우붓의 기후 | 우붓의 기후 | 우붓의 기후 | 우붓의 기후 | 우붓의 기후 | 우붓의 기후 | 우붓의 기후 | 우붓의 기후  |
| 월                       | 1월         | 2월         | 3월         | 4월         | 5월         | 6월         | 7월         | 8월         | 9월         | 10월        | 11월        | 12월        | 연간         |
| ------------------------ | ----------- | ----------- | ----------- | ----------- | ----------- | ----------- | ----------- | ----------- | ----------- | ----------- | ----------- | ----------- | ------------ |
| 일평균 최고 기온 °C (°F) | 29.7 (85.5) | 29.9 (85.8) | 29.9 (85.8) | 30.5 (86.9) | 30.2 (86.4) | 29.5 (85.1) | 28.8 (83.8) | 29.0 (84.2) | 29.7 (85.5) | 30.4 (86.7) | 30.5 (86.9) | 30.1 (86.2) | 29.9 (85.7)  |
| 일일 평균 기온 °C (°F)   | 25.7 (78.3) | 25.8 (78.4) | 25.6 (78.1) | 25.7 (78.3) | 25.4 (77.7) | 24.7 (76.5) | 24.2 (75.6) | 24.4 (75.9) | 25.0 (77.0) | 25.6 (78.1) | 25.9 (78.6) | 25.8 (78.4) | 25.3 (77.6)  |
| 일평균 최저 기온 °C (°F) | 21.7 (71.1) | 21.7 (71.1) | 21.4 (70.5) | 21.0 (69.8) | 20.7 (69.3) | 19.9 (67.8) | 19.7 (67.5) | 19.8 (67.6) | 20.3 (68.5) | 20.9 (69.6) | 21.4 (70.5) | 21.6 (70.9) | 20.8 (69.5)  |
| 평균 강수량 mm (인치)    | 325 (12.8)  | 292 (11.5)  | 215 (8.5)   | 108 (4.3)   | 124 (4.9)   | 129 (5.1)   | 175 (6.9)   | 90 (3.5)    | 123 (4.8)   | 170 (6.7)   | 201 (7.9)   | 292 (11.5)  | 2,244 (88.4) |
| 출처: Climate-Data.org   |             |             |             |             |             |             |             |             |             |             |             |             |              |

## 행정
우붓 지구는 케데와탄, 사얌, 싱가케르타, 펠리아탄, 마스, 로드툰두, 페툴루, 우붓 그 자체로 구성되어 있다.